# Jim Parsons
James Joseph „Jim“ Parsons (* 24. března 1973 Houston, Texas) je americký herec známý především jako Sheldon Cooper ze sitcomu Teorie velkého třesku.

## Životopis
Narodil se a vyrůstal v Houstonu v Texasu. V roce 1991 vystudoval Klein Oak High School. Herectví vystudoval na University of Houston. V současnosti žije v Los Angeles v Kalifornii. Rád hraje na klavír, sleduje různé sporty, hlavně tenis, baseball a basketbal.
Již od roku 2009 se vedly dohady o jeho sexuální orientaci. V květnu 2012 v rozhovoru pro deník The New York Times uvedl, že je gay a již 10 let žije se svým partnerem, Toddem Spiewakem. Vzali se roku 2017.

## Kariéra
V polovině první dekády 21. století ztvárnil několik menších filmových rolí, např. hrál postavu Tima ve filmu Procitnutí v Garden State (2004) a objevil ve třídě Dr. P. ve filmu Škola svádění (School for Scoundrels, 2006). Opakovaně účinkoval v seriálu Soudkyně Amy (2004–2005) jako Rob Holbrook. V epizodních rolích účinkoval i v seriálu Ed (2002) a Griffinovi (2009).
Širokou popularitu ovšem získal díky roli geniálního teoretického fyzika dr. Sheldona Coopera, Ph.D., M.Sc. v americké situační komedii Teorie velkého třesku. Seriál vysílala od roku 2007 televize CBS a ještě v roce 2014 ohlásila záměr natočit a odvysílat další série až do sezóny 2016–2017. Později byly natočeny ještě dvě další řady; celkem tedy 12. Parsons za svou roli získal několik ocenění jako např. cenu Asociace televizních kritiků za individuální výkon v komedii (2009, nominován i 2010, 2012 a 2014), cenu Critics' Choice Television Awards za nejlepšího herce v komedii (2011, nominován i 2012, 2013 a 2014), čtyřikrát vyhrál cenu Emmy za mimořádný výkon v hlavní roli v komediálním seriálu (2010, 2011, 2013, 2014, nominaci v roce 2012 neproměnil) a získal také Zlatý glóbus za nejlepší mužský herecký výkon v muzikálu či komedii (2011).
V roce 2014 hrál spolu s Markem Ruffalem, Taylorem Kitschem, Mattem Bomerem a Julií Roberts v televizním filmovém dramatu Ryana Murphyho s názvem Stejná srdce (The Normal Heart). Film byl natočen podle hry Larryho Kramera z roku 1985 (v její obnovené verzi z roku 2011 si Parsons rovněž zahrál stejnou postavu). Šlo o příběh z počátku 80. let, období prudkého rozšíření AIDS, považovaného tehdejší společností za nemoc homosexuálů. Zahrál si též ve filmu Skrytá čísla, kde hrál jednoho z členů týmu v NASA.
Spolu s Rihannou v roce 2014 daboval dvojici hlavních postav, mimozemšťana jménem Oh a pozemskou dívku Tip, v animovaném filmu společnosti DreamWorks Konečně doma (Home) z roku 2015.